# Stanley (Wisconsin)
Stanley és una població dels Estats Units a l'estat de Wisconsin. Segons el cens del 2000 tenia 1.898 habitants.

## Demografia
Segons el cens del 2000, Stanley tenia 1.898 habitants, 817 habitatges, i 483 famílies. La densitat de població era de 208,8 habitants per km².
Dels 817 habitatges en un 26,8% hi vivien nens de menys de 18 anys, en un 46,5% hi vivien parelles casades, en un 8,6% dones solteres, i en un 40,8% no eren unitats familiars. En el 38,1% dels habitatges hi vivien persones soles el 23,4% de les quals corresponia a persones de 65 anys o més que vivien soles. El nombre mitjà de persones vivint en cada habitatge era de 2,24 i el nombre mitjà de persones que vivien en cada família era de 2,96.
Per edats la població es repartia de la següent manera: un 23,6% tenia menys de 18 anys, un 8,1% entre 18 i 24, un 22,7% entre 25 i 44, un 20,5% de 45 a 60 i un 25,2% 65 anys o més.
L'edat mediana era de 42 anys. Per cada 100 dones de 18 o més anys hi havia 79,2 homes.
La renda mediana per habitatge era de 27.644 $ i la renda mediana per família de 41.964 $. Els homes tenien una renda mediana de 27.900 $ mentre que les dones 21.607 $. La renda per capita de la població era de 19.421 $. Aproximadament el 4% de les famílies i el 8% de la població estaven per davall del llindar de pobresa.

## Poblacions més properes
El següent diagrama mostra les poblacions més properes.